# Sąpłaty
Sąpłaty (niem. Samplatten) – wieś mazurska w Polsce położona w województwie warmińsko-mazurskim, w powiecie szczycieńskim, w gminie Dźwierzuty. W latach 1975–1998 miejscowość administracyjnie należała do województwa olsztyńskiego.
Obecnie wieś zmienia charakter rolniczy na turystyczny. Położona nad czystym jeziorem Sąpłaty i okolona lasami przyciąga wielu turystów. We wsi istnieje muzeum regionalne pod nazwą "Babska Izba".

## Historia
Wieś lokowana na początku XV w. na prawie chełmińskim. Murowaną szkołę wybudowano w 1904 r.
Na początku XX w. we wsi mieszkało 900 osób a nad jeziorem Sąpłaty znajdowała się gorzelnia.

## Zabytki
- Szkoła z 1904, architektonicznie nawiązująca do gotyckiej architektury obronnej, m.in. pseudo dansker, w którym znajdował się dzwonek szkolny (elewacja wschodnia).